# Ausbau Alt Marrin
Ausbau Alt Marrin war ein Wohnplatz im Gebiet der preußischen Provinz Pommern.
Im 19. Jahrhundert wurden im Rahmen der Separation zahlreiche Abbauten in der Feldmark des Dorfes Dassow angelegt. Eine Gruppe von neun solchen Einzelhöfen, die etwa 1 ½ Kilometer nördlich von Dassow  zu beiden Seiten der Landstraße nach Alt Marrin lagen, wurde unter dem Ortsnamen „Ausbau Alt Marrin“ zusammengefasst.
Bis 1945 gehörte Ausbau Alt Marrin zur Gemeinde Dassow und gehörte mit dieser zum Kreis Kolberg-Körlin in der preußischen Provinz Pommern. Ausbau Alt Marrin wurde aber zuletzt amtlich nicht mehr als besonderer Wohnplatz geführt.
Nach 1945 kam der Wohnplatz, wie ganz Hinterpommern, an Polen. Heute liegt die Stelle im Gebiet der polnischen Gmina Karlino (Stadt- und Landgemeinde Körlin).